# Karl Rydberg
Karl Gustaf Daniel "Kalle" Rydberg, född 15 augusti 1919, död 26 mars 1973, var en svensk fotbollsspelare (allround).
Rydberg representerade IS Halmia, och spelade allsvensk fotboll mellan 1943 och 1950. Sammanlagt gjorde han 103 allsvenska matcher (2 mål) för klubben.
Han var en reslig och välbyggd typ, som beskrevs ha ett fint driv i steget. Han spelade både som center, halvback och back.